# 7332-es mellékút (Magyarország)
A 7332-es számú mellékút egy viszonylag rövid, négy számjegyű mellékút Zala vármegye keleti részén. A Keszthely és Hévíz térségében létrejött, ma már aránylag sűrűnek mondható úthálózat egyik szakasza viseli ezt a számozást, Hévíz idegenforgalmi szempontból legfrekventáltabb területein végighúzódva, és összekötve azokat az üdülőváros szomszédos településeivel.

## Nyomvonala
A 7327-es útból ágazik ki, annak 4+100-as kilométerszelvényénél, Keszthely-Kertváros nyugati szélén, nyugat-északnyugati irányban. 600 méter megtétele után beletorkollik észak-északkelet felől a 73 179-es út, Hévízi út néven, majd innentől délkeletnek fordul, továbbvíve ezt a nevet a város határáig. Ezen a szakaszon Keszthely és Cserszegtomaj határvonalát kíséri, majd az 1+350-es kilométerszelvényénél eléri a két előbbi település és Hévíz hármashatárát.
Ettől kezdve hévízi területen halad, Ady Endre út néven, ugyanitt kiágazik belőle északnyugat felé a 73 254-es út, mely Hévíz belvárosának északi felében húzódik végig, majd ezután az üdülőváros nyugati széle közelében ér véget. Az út 1,8 kilométer után elhalad a Hévízi-tó mellett és keresztezi az abból kifolyó patakot, majd végighalad a déli városrészen.
2,8 kilométer megtétele után eléri Hévíz és Alsópáhok határát, egy darabig a határvonalon húzódik, így keresztezi, kevéssel a 3. kilométerének elhagyása után, egy körforgalmú csomóponttal a 760-as főutat is, annak 1+800-as kilométerszelvénye közelében. Nem sokkal a körforgalom elhagyása után már teljesen alsópáhoki területre ér, itt ismét a Hévízi utca nevet veszi fel. A 7351-es útba torkollva ér véget, annak 1+600-as kilométerszelvényénél.
Teljes hosszát az országos közutak térképes nyilvántartását szolgáló kira.gov.hu adatbázisa a 3+1001 számadattal jelöli, gyakorlatilag olybá vehető, hogy a két végpontja közti távolság 4,001 kilométer.

## Települések az út mentén
- Keszthely
- (Cserszegtomaj)
- Hévíz
- Alsópáhok

## Hídjai
Két jelentősebb hídja van, ezek az alábbiak:
- a 0+617-es kilométerszelvényében a keszthelyi Gyöngyös-patak-híd, ez 1962-ben épült fordított T-tartós szerkezettel, nyílásköze 7,8 méter, teljes szerkezeti hossza 9,0 méter;
- az 1+801-es kilométerszelvényében Hévízi-tó többletvizét elvezető vízfolyás hídja, ez 1949-ben épült monolit vasbetonlemez szerkezettel, nyílásköze 7,0 méter, teljes szerkezeti hossza 8,0 méter.[1]